# Franz Arnold (Politiker)
Franz Arnold (* 21. August 1897 in Flüelen; † 26. Dezember 1984 in Altdorf, katholisch, heimatberechtigt in Flüelen) war ein Schweizer Politiker (FDP).

## Biografie
Franz Arnold wurde am 21. August 1897 in Flüelen als Sohn des Mitbegründers und Inhabers von Sand- und Kiesunternehmen am Urner- und Genfersee Johann Arnold geboren. Nach Absolvierung der Mittelschule am Kollegium Sarnen war Franz Arnold ab dem Jahr 1922 mit der Geschäftsleitung der Firma Arnold+Aschwanden.Cie. am Urner- und Genfersee betraut, die unter seiner Führung einen grossen Aufschwung erlebte.
Franz Arnold war verheiratet mit Lina, der Tochter des Landwirts und Schuhmachers Alois Thomas Beeler.
Als Mitglied der Freisinnig-Demokratischen Partei amtierte Franz Arnold zunächst auf kommunaler Ebene zwischen 1928 und 1932 als Gemeindepräsident von Flüelen. In Folge stand er im Regierungsrat von Uri, dem er von 1936 bis 1958 angehörte, zuerst der Polizei- und Sanitätsdirektion, ab 1940 der Baudirektion vor. Dazu fungierte er zwischen 1944 und 1946 sowie 1948 und 1950 als Landammann. Darüber hinaus vertrat Franz Arnold von 1947 bis 1963 seinen Kanton im Nationalrat.
An der ausserordentlichen Delegiertenversammlung zur Einführung des Frauenstimmrechts 1959 vertrat Arnold das Nein, denn die Referendumsdemokratie stelle an die Stimmbürger grössere Anforderungen als andere Staaten. Und die Souveränität der Kantone sei in Gefahr, wenn die Diskussion eines Frauenstimmrechts auf der Ebene des Bundes Druck auf die Kantone ausübe. In einem ersten Abstimmungsdurchgang folgte die FDP Arnolds Nein, im zweiten beschloss sie Stimmfreigabe.
Franz Arnold engagierte sich vor allem für die wirtschaftliche Entwicklung und die Staatsfinanzen Uris, die er in engem Zusammenhang mit der Strassenpolitik sah. So wurde während seiner Regierungszeit als Baudirektor die Sustenstrasse für den Verkehr freigegeben sowie  die Gotthardstrasse ausgebaut.
Er verstarb am 26. Dezember 1984 vier Monate nach Vollendung seines 87. Lebensjahres in Altdorf.